# 4. Armee (Deutsches Kaiserreich)

Flagge eines Stabes eines Armeeoberkommandos (1871–1918)

Als 4. Armee / Armeeoberkommando 4 (A.O.K. 4) wurde ein Großverband und die dazugehörige  Kommandobehörde des deutschen Heeres während des Ersten Weltkrieges (1914–1918) bezeichnet. Sie umfasste mehrere Armee- oder Reservekorps sowie zahlreiche Spezialtruppen.

## Geschichte
Als am 2. August 1914 im Deutschen Kaiserreich die Mobilmachung erfolgte, wurden aus den acht vorhandenen Armee-Inspektionen acht Armeen gebildet. Aus der VI. Armee-Inspektion entstand in Berlin das Armeeoberkommando 4. Die Verbände der 4. Armee sammelten sich im Raum Sankt Vith. Die Armee umfasste im August 1914 folgende Korpsverbände:
- VI. Armee-Korps
- VIII. Armee-Korps
- XVIII. Armee-Korps
- VIII. Reserve-Korps
- XVIII. Reserve-Korps

Die 4. Armee bildete zusammen mit der 5. Armee die Mittelgruppe des deutschen Westheeres, das gemäß dem Schlieffen-Plan zur Offensive gegen Frankreich vorgesehen war. Beide Armeen wehrten Ende August 1914 einen Vorstoß des französischen Heeres an der Maas und den Ardennen ab (→ Schlacht bei Neufchâteau und Longwy) und drängten die gegnerischen Truppen anschließend bis hinter die Aisne zurück. Als sich infolge der Niederlage in der Marne-Schlacht Anfang September 1914 die rechten deutschen Flügelarmeen (1. und 2. Armee) zurückzogen, musste auch die 4. Armee zurückgenommen werden. Sie bezog neue Positionen in der Champagne, bevor die Front im Stellungskrieg erstarrte. Im nun beginnenden „Wettlauf zum Meer“, als beide Seiten versuchten ihre jeweils nördliche Flanke zu umgehen, führte die Oberste Heeresleitung in der zweiten Oktoberhälfte einige neue Reservekorps heran, die schließlich bei Ypern in Flandern eingesetzt werden sollten. Um diese Truppen zu befehligen, wurde das Armeeoberkommando 4 aus der Front herausgelöst und nach Norden verlegt. Die bisher unterstellten Truppen wurden auf die Nachbararmeen verteilt. In der Folge kam es in Flandern zu den Flandernschlachten.
Vom 20. Oktober 1914 bis zum 21. Oktober 1918 lag das Hauptquartier der 4. Armee in Tielt, wobei es nur kurzzeitig nach Courtrai und Roubaix verlegt wurde. Den Rückmarsch beendete es am 28. November 1918 in Münster.

## Feldbuchhandlung der 4. Armee
Ebenso wie die zur Zeit des Ersten Weltkrieges von belgischen Verlagen vertriebenen Feldpostkarten oder denjenigen von deutschen Verlagen wie „[…] Dr. Trenkler & Co., C. Hünich/Berlin-Charlottenburg, Friedrich Stünkel/Elberfeld, […] Feldbuchhandlung der 4. Armee“ und anderen wie dem Hannoverschen Kunstverlag Heinrich Carle ist „[…] eine genaue Untersuchung solcher Verlage“ und deren „[…] wissenschaftliche Bedeutung“ hinsichtlich der Geschichte des Ersten Weltkrieges trotz der von C. Brocks 2009 veröffentlichten Schrift Zwischen Heimat und Front bisher „[...] nicht in Detail erforscht“.